# Sitamiang (Padangsidimpuan Selatan)
Sitamiang is een bestuurslaag in het regentschap Padang Sidempuan van de provincie Noord-Sumatra, Indonesië. Sitamiang telt 2960 inwoners (volkstelling 2010).